# Sauveterre, Tarn-et-Garonne
Sauveterre är en kommun i departementet Tarn-et-Garonne i regionen Occitanien i södra Frankrike. Kommunen ligger i kantonen Lauzerte som tillhör arrondissementet Castelsarrasin. År 2022 hade Sauveterre 152 invånare.

## Befolkningsutveckling
Antalet invånare i kommunen Sauveterre
| Referens: INSEE |